# Światowe Igrzyska Halowe w Lekkoatletyce 1985 – bieg na 200 m kobiet
Bieg na 200 metrów kobiet – jedna z konkurencji biegowych rozgrywanych podczas halowych światowych igrzysk lekkoatletycznych w hali Accor Arena w Paryżu. Eliminacje i bieg finałowy zostały rozegrane 18 stycznia 1985. Zwyciężyła reprezentantka Niemieckiej Republiki Demokratycznej Marita Koch.

## Rezultaty

### Eliminacje
Rozegrano 2 biegi eliminacyjne, do których przystąpiło 8 biegaczek. Awans do finału dawało zajęcie jednego z trzech pierwszych miejsc w swoim biegu (Q)
Opracowano na podstawie materiału źródłowego.
Bieg 1
| Miejsce | Zawodniczka     | Czas  | Uwagi |
| ------- | --------------- | ----- | ----- |
| 1       | Fabienne Ficher | 23,86 | Q     |
| 2       | Kim Robertson   | 23,91 | Q     |
| 3       | Mary Bolden     | 24,25 | Q     |
| 4       | María Báez      | 26,47 | NR    |

Bieg 2
| Miejsce | Zawodniczka            | Czas  | Uwagi |
| ------- | ---------------------- | ----- | ----- |
| 1       | Marita Koch            | 23,53 | Q     |
| 2       | Marie-Christine Cazier | 23,74 | Q     |
| 3       | Semra Aksu             | 24,56 | Q     |
| 4       | Alejandra Flores       | 25,54 | NR    |

### Finał
Opracowano na podstawie materiału źródłowego.
| Miejsce | Zawodniczka            | Czas  | Uwagi |
| ------- | ---------------------- | ----- | ----- |
| 1       | Marita Koch            | 23,09 |       |
| 2       | Marie-Christine Cazier | 23,33 | NR    |
| 3       | Kim Robertson          | 23,69 | AR    |
| 4       | Fabienne Ficher        | 23,75 |       |
| 5       | Mary Bolden            | 23,89 |       |
| 6       | Semra Aksu             | 24,97 |       |